# Razdel, Iambol
Razdel (în bulgară Раздел) este un sat în comuna Elhovo, regiunea Iambol,  Bulgaria. 

## Demografie
Componența etnică a satului Razdel
     Bulgari (94,09%)
     Nicio identificare (5,9%)
     Altele (0%)
La recensământul din 2011, populația satului Razdel era de 237 locuitori. Din punct de vedere etnic, majoritatea locuitorilor (94,09%) erau bulgari. Pentru 5,9% din locuitori nu este cunoscută apartenența etnică.